# アコニターゼ
アコニターゼ (Aconitase) は酵素の一種。別名はアコニット酸水添加酵素、アコニット酸ヒドラターゼ。EC番号はEC4.2.1.3。
クエン酸回路（カルボン酸サイクル）において、クエン酸からシスアコニット酸を経てイソクエン酸に異性化する反応を触媒する酵素。この酵素は多機能酵素で、鉄イオン濃度が低下すると、鉄制御タンパク質Iとなって細胞内の鉄イオン濃度を上げる機能も持っている。